# Alpichola
Alpichola là một chi bướm đêm thuộc họ Noctuidae.